# Макасе Ньяпхісі
Макасе Ньяпхісі (Makase Nyaphisi) — дипломат Лесото. Надзвичайний і Повноважний Посол Лесото в Берліні, Німеччина (2006—2012). Відповідав не тільки за Німеччину, але й за Австрію, Францію, Польщу, Монако, Святий Престол і РФ, а також міжнародні організації ЮНЕСКО, МАГАТЕ і ФОНД ОПЕК (OFID). Посольство також охоплює Україну, Вірменію, Білорусь, Азербайджан, Естонію, Грузію, Латвію, Литву та Молдову.

## Життєпис
Отримав медичну підготовку в Університеті Мартіна-Лютера в Галле-Віттенберзі, Німеччина. Він має ступінь магістра Університету Джона Хопкінса з гігієни та охорони здоров'я, розташованої в Балтіморі (США), сертифікат з первинної медичної допомоги — Гавайський університет у Гонолулу, США, а також сертифікат з епідеміології та контролю хвороб з університету Найробі (Кенія).
У 1981—1991 рр. — працював в Міністерстві охорони здоров'я Лесото, де він перейшов в ранг старшого медичного працівника і згодом став директором лікарняних служб Лесото. Пізніше він був відряджений до Адміністрації Розвитку Високогір'я Лесото (LHDA), де згодом став заступником генерального директора.
Доктор Макасе Ньяпхісі є членом декількох національних і міжнародних організацій охорони здоров'я і опублікував чимало професійних журналів з питань охорони здоров'я та розвитку.